# Sistema de defensa antiaérea portátil
Los Sistemas de Defensa Antiaérea Portátiles (en inglés: Man-portable air-defense systems, MANPADS o MPADS), son misiles tierra-aire portátiles de corto alcance que constituyen una amenaza para las aeronaves que vuelan a baja altura, especialmente los helicópteros.

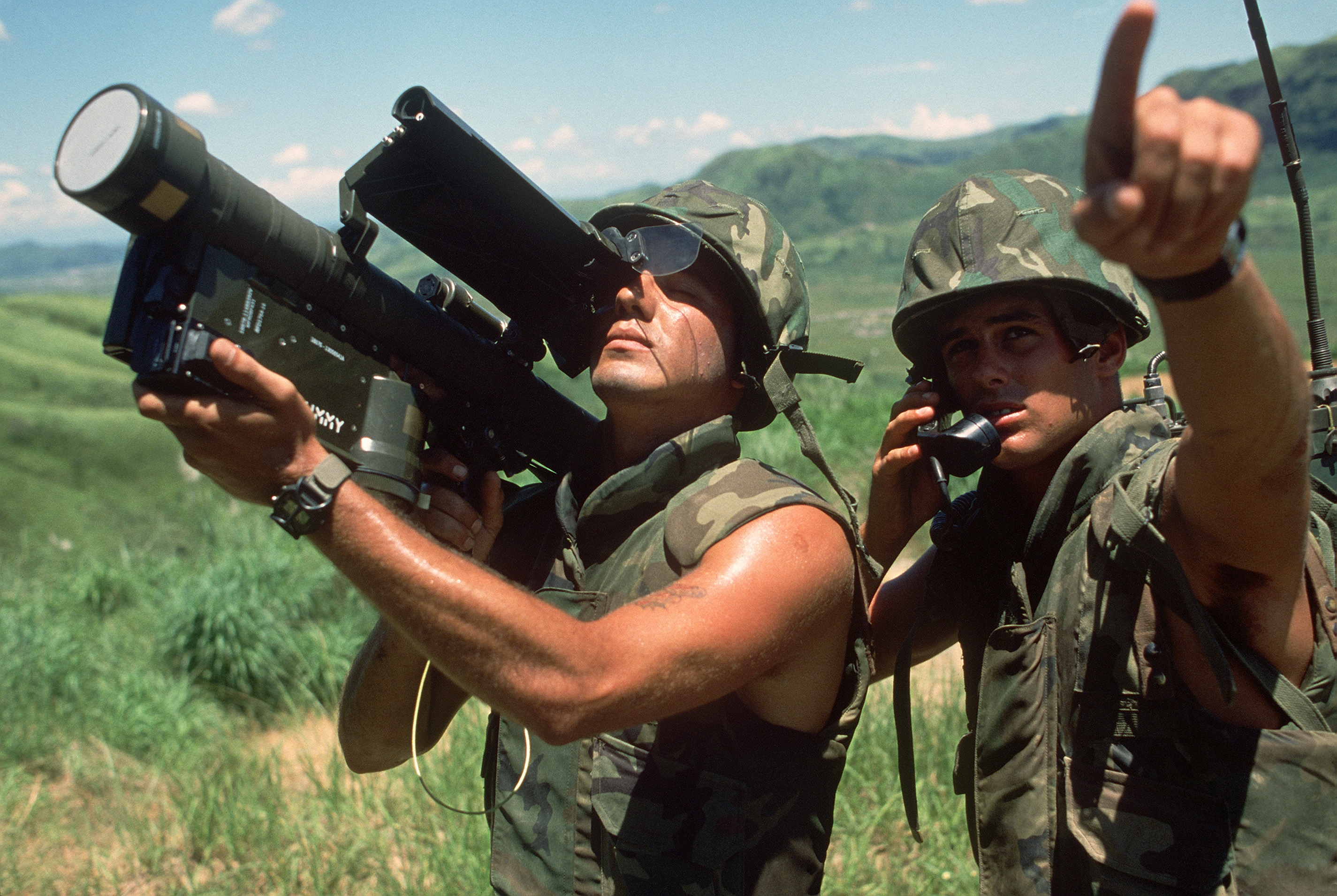
Marines estadounidenses con un FIM-92 Stinger (1984).

## Desarrollo

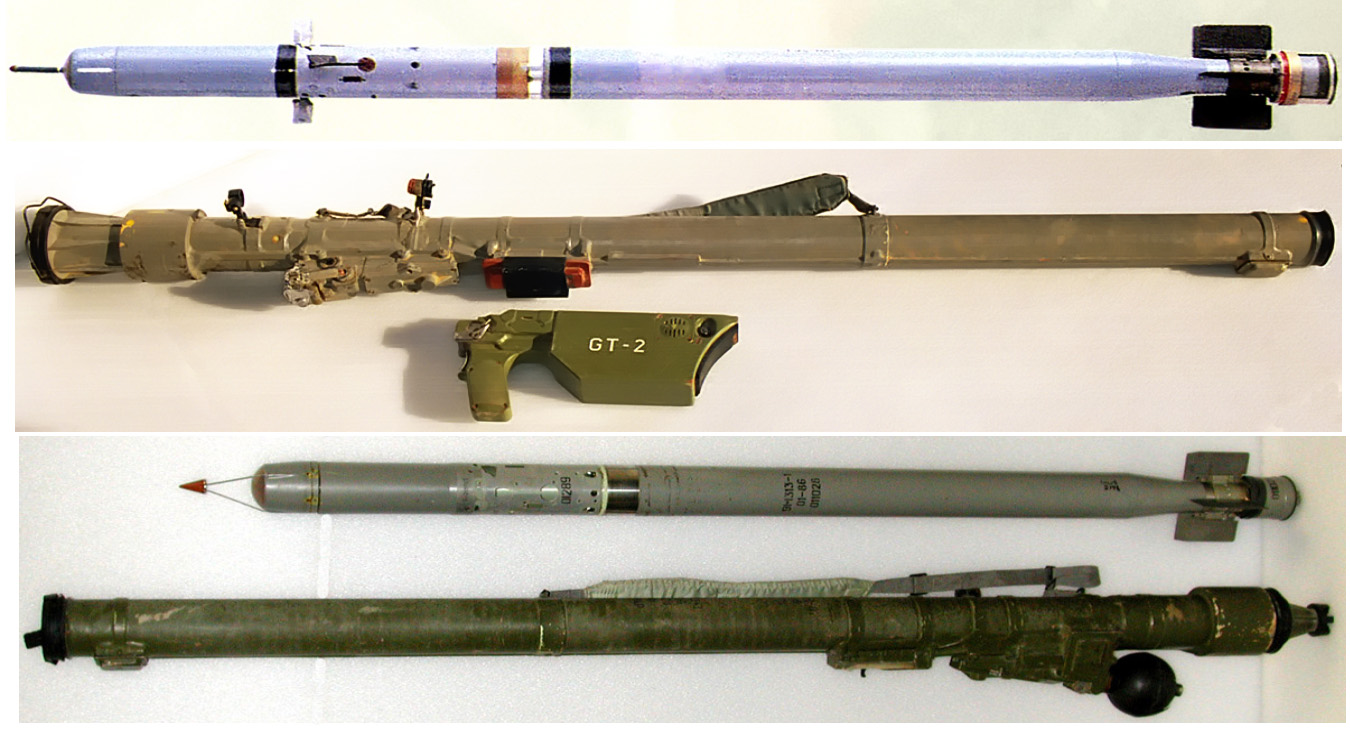
Misiles y tubos lanzadores 9K38 Igla soviéticos, SA-18 (arriba) y SA-16 (abajo).

En la Segunda Guerra Mundial Alemania investigó y creó prototipos de armas portátiles de defensa antiaérea, parecidos a bazookas. En 1948 el ejército de los Estados Unidos comenzó a investigar nuevas armas de defensa aérea, ya que las ametralladoras no eran efectivas contra los aviones a reacción. Varios sistemas de armas basadas en cohetes, basadas en los diseños nazis, fueron investigados, pero ninguno parecía llevar a algo útil.
Estos sistemas fueron desarrollados originalmente en la década de 1950 para proporcionar protección militar a las fuerzas terrestres de la aviación enemiga. A mediados de la década de 1950 Convair comenzó los estudios de un sistema portátil, basado en el misil AIM-9 Sidewinder guiado por infrarrojos. En noviembre de 1956, los resultados de estos estudios se mostraron al ejército y la Infantería de Marina. En 1957 se lanzó oficialmente un concurso para comprar misiles MANPADS. El diseño del Redeye montaba el buscador de calor desarrollado para el misil AIM-9B Sidewinder, combinada con los motores de cohete y otras secciones de cohetes ZUNI de 2,75 pulgadas de diámetro. Finalmente, en abril de 1958, Convair recibió un contrato para comenzar el desarrollo del sistema, que en 1962 fue finalmente aceptado para su entrada en servicio operativo. La URSS comenzó también a trabajar en este campo y pocos años después introdujeron el misil 9K32 Strela, denominado por la OTAN SA-7 Grail. 
Los sistemas de defensa aérea portátiles, también conocidos como MANPADS, se convirtieron pronto en un nuevo enemigo de los pilotos, quienes ya se habían acostumbrado a evitar los misiles antiaéreos guiados por radar volando a baja altura. A diferencia de las ametralladoras y cañones, un misil de este tipo puede derribar a una aeronave de gran tamaño.
Inicialmente solo se vendieron a ejércitos, pero con los años también se suministraron a movimientos guerrilleros de todo signo alrededor del mundo y acabaron apareciendo en el mercado negro de armas. Han recibido una gran atención como potenciales armas terroristas que podrían ser utilizados contra aviones comerciales. Estos misiles, accesibles y ampliamente disponibles a través de variedades de fuentes se han utilizado con éxito en los últimos treinta años, tanto en operaciones militares como en las terroristas. Este tipo de armamento se puede conseguir en el mercado negro desde unos pocos cientos de dólares para los modelos antiguos, a un cuarto de millón de dólares para los más nuevos.[cita requerida] En la actualidad, veinticinco países, incluyendo Estados Unidos, producen MANPADS. La posesión, exportación y el tráfico de estas armas, está oficialmente y estrictamente controlado, ya que representa una amenaza para la aviación civil, aunque lamentablemente, muchas veces este control es sobrepasado.
Los países occidentales, protagonistas en las diferentes operaciones expedicionarias y en el uso de aviones de ataque y fuerzas aerotransportadas, la base fundamental del poder de combate occidentales, se enfrentan a los MANPADS como el más avanzado componente de defensa anatiaérea enemiga. Sus enemigos habituales practican una táctica descentralizada o focal de defensa aérea con MANPADS móviles y no dependen de la logística.
Los misiles miden de 1,2 m a 1,6 m y su peso es de 8 a 16 kg, dependiendo del modelo. Para su lanzamiento son montados en el hombro de un soldado y luego disparados. Generalmente, su detección del blanco es hasta 10 km (6 millas) y su máximo alcance de aproximadamente 7 km (4,5 millas), por lo que las aeronaves que vuelan a una altura de 4000 a 5000 m (16 700 a 19 680 pies) o más  están relativamente seguras.[cita requerida]

## Tipos de misiles

### No guiados

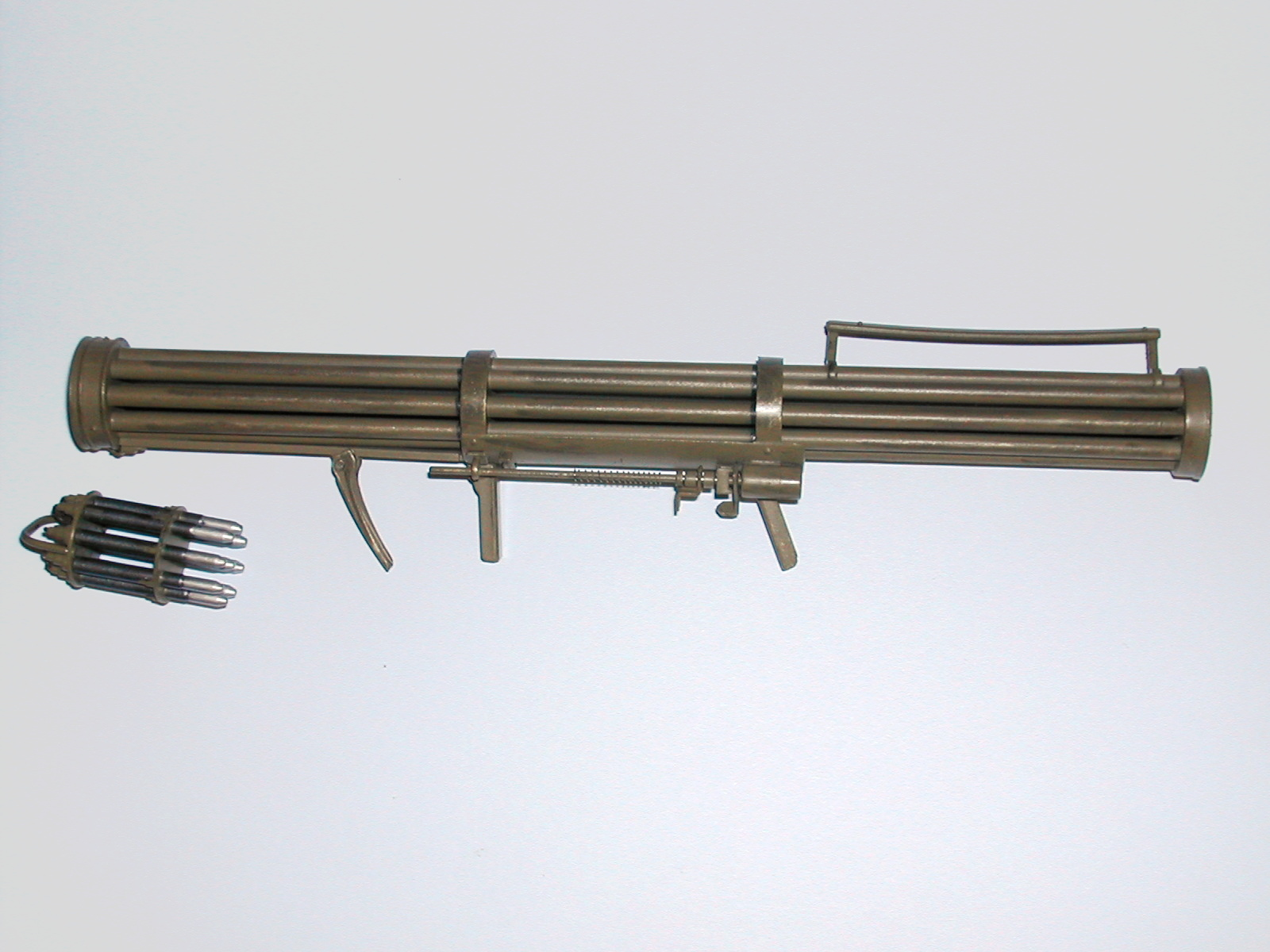
Réplica escala 1/6 del Fliegerfaust alemán, considerado el primer MANPAD.

En 1944, la Alemania nazi estaba desesperadamente corta de armas móviles de defensa aérea. Inspirados en el concepto del simple y eficaz antitanque Panzerfaust, desarrollaron el Fliegerfaust, un lanzacohetes no guiado de múltilples cañones de 20 mm. El arma nunca llegó a la producción en masa debido al final de la Segunda Guerra Mundial.
Tras el final de la Segunda Guerra Mundial, los soviéticos experimentaron con este tipo de armamento, pero abandonaron el concepto en favor del concepto de los misiles guiados por sensor infrarrojo.

### Infrarrojos (IR)
Los misiles de seguimiento infrarrojos están diseñados para buscar una fuente de calor en una aeronave, normalmente la salida de gases del reactor del avión, en donde luego estalla la carga explosiva, bien dentro o cerca de éste, dañando así el avión.
Estos misiles usan orientación pasiva, lo que significa que no emiten señales para detectar la fuente de calor, lo que hace difícil que lo descubran los aviones objetivo empleando sus sistemas de contramedidas.

#### Primera generación

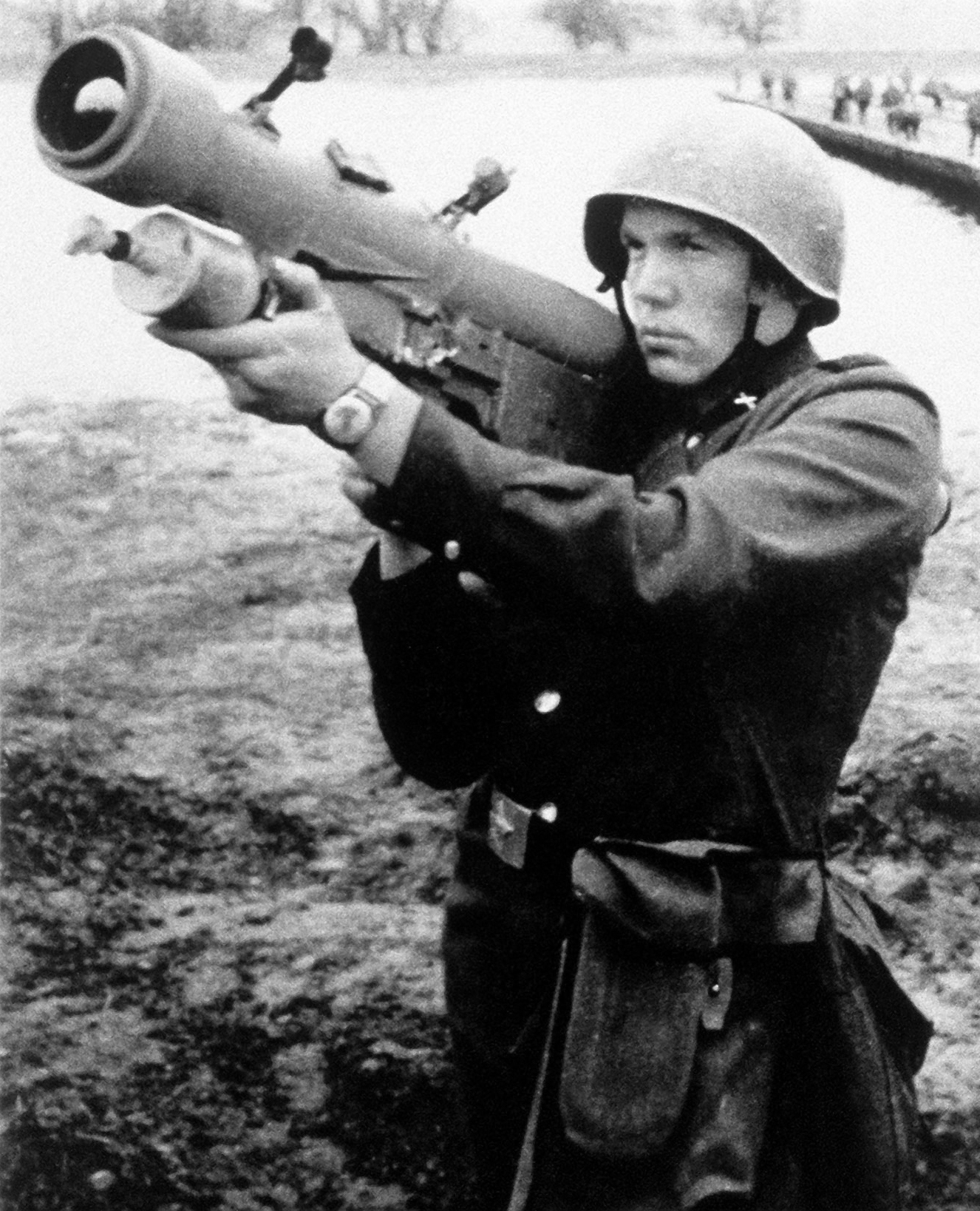
Un 9K32 Strela-2 soviético (designación OTAN: SA-7 Grail). (1970).

Los primeros misiles SAM disparados desde el hombro desplegados en la década de 1960 fueron misiles de infrarrojos. En esta primera generación de SAM como el Redeye estadounidense, las primeras versiones del SA-7 soviético, y el HN-5 chino, están considerados como "armas de caza de la cola" o “solicitantes de calor”, ya que sus buscadores solo pueden engancharse cuando detectan una fuente de calor fuerte como la tobera de un reactor. En este perfil de vuelo, los motores del avión están plenamente expuestos a la detección de los misiles y proporcionan una firma térmica suficiente para engancharse a él. La primera generación de misiles infrarrojos son también muy susceptibles a interferencias térmicas como fuentes terrestres, o el propio sol, por lo que muchos expertos los consideran poco fiables.

#### Segunda generación
La segunda generación de misiles SAM disparados desde el hombro IR, como las primeras versiones del Stinger estadounidense, el SA-14 'Gremlin' soviético, y el FN-6 chino, utilizan refrigerantes mejores para enfriar la cabeza buscadora lo que permite al buscador filtrar la mayoría de fuentes de interferencias de infrarrojos de fondo así como dirigirse a otras partes de las aeronaves menos calientes posibilitando ataques desde el frente o de perfil. Estos misiles también emplean tecnologías para contrarrestar bengalas señuelo, que podrían ser desplegadas por los aviones a los que se dirigen y así como otros modos de seguridad en la detección de objetivos tales como la radiación ultravioleta (UV) se encuentran en el Stinger.

#### Tercera generación

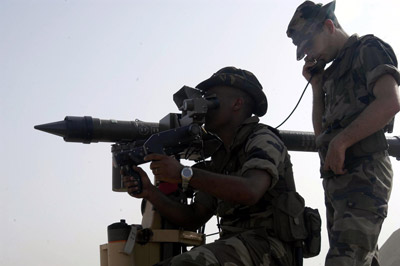
Mistral francés

La tercera generación de misiles SAM disparados desde el hombro  IR, como el Mistral francés, el 9K38 Igla ruso, y el Stinger B estadounidense, utilizan uno a varios detectores para producir un cuasi-imagen del objetivo y también tienen la capacidad para reconocer y rechazar las bengalas expulsadas por las aeronaves.

#### Cuarta generación
La cuarta generación de misiles SAM disparados desde el hombro, tales como el Stinger Bloque 2 estadounidense, y los misiles bajo el desarrollo de Rusia, Japón, Francia e Israel podrían incorporar los sistemas de guía de orientación plana focal y otros sistemas de sensores avanzados que permitan una adquisición a mayores distancias.

### Mando de Línea de Visión (CLOS)

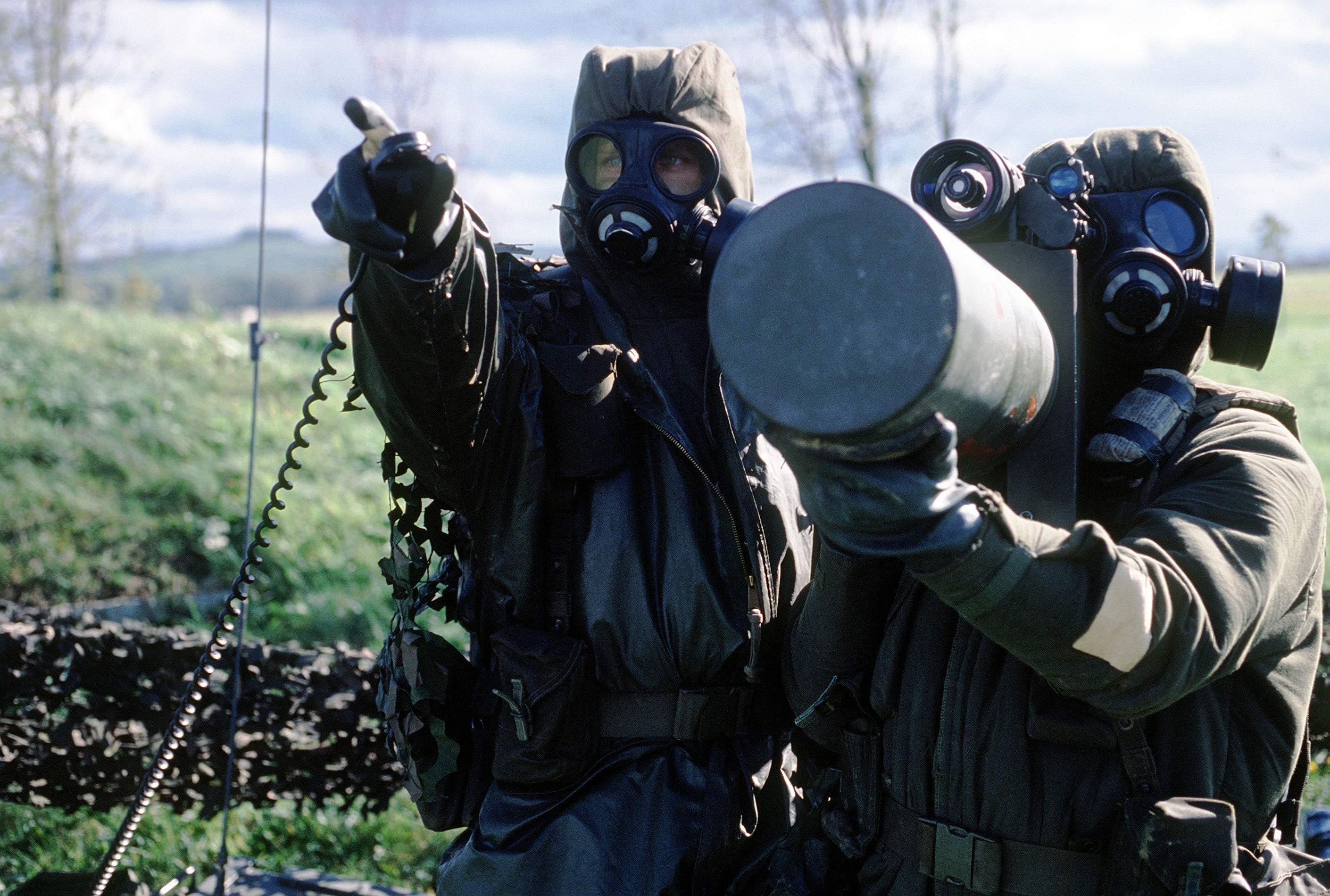
Soldados canadienses con trajes NBC entrenando con un misil Blowpipe

Mando de Línea de Visión (Command Line-Of-Sight, por sus siglas en inglés CLOS). Se llama así a los misiles que descubren sin una forma específica, mediante fuente de calor o por medio de las transmisiones de radio o de radar o visualmente, la aeronave objetivo y una vez detectada, el operador de misiles o artillero adquiere el blanco con una mira óptica magnificadora y para luego usar los controles por radio para "volar" los misiles hacia el blanco. Uno de las ventajas de este tipo de misiles es que son prácticamente inmunes a las bengalas y otros sistemas de contramedidas diseñadas principalmente para confundir a los misiles de IR. El mayor inconveniente de los misiles CLOS es que requieren de operadores altamente cualificados. Numerosos informes de la guerra afgano-soviética en la década de 1980, citan los muyahidines de Afganistán como decepcionados con los Blowpipe (misiles CLOS británicos) proporcionados, porque eran demasiado difíciles de aprender a utilizar y muy imprecisos, especialmente cuando se emplean contra el rápido movimiento de aviones a reacción. Por ello, muchos expertos creen que los misiles CLOS no son los ideales para ser usados contra un caza por personal poco entrenado, como lo son los misiles de infrarrojos, que a veces se conocen como de "dispara y olvida".
Las versiones posteriores de misiles CLOS, tales como el Javelin británico, usa una cámara de televisión de estado sólido en lugar del seguidor óptico para hacer la tarea del artillero más fácil. El fabricante de la Javelin, Thales Air Defenses proclama que sus misiles de defensa son virtualmente inmunes a las contramedidas. Incluso las versiones más avanzadas de los misiles CLOS, como el Starburst británico, tiene un enlace de datos por láser en lugar del anterior enlace de radio para orientar el vuelo del misil hacia el objetivo.

### Guiados por láser
Los misiles SAM disparados desde el hombro  guiado por láser, utilizan el láser para guiar los misiles hasta el blanco. El misil vuela a lo largo del haz de láser y hacia el blanco donde el operador del misil o artillero dirige el rayo láser. Misiles como el RBS-70 sueco y el  Starstreak británico pueden atacar a los aviones desde todos los ángulos y solo exigen al operador mantener continuamente al blanco mediante un joystick en el punto de mira del láser. Como no hay enlaces de datos desde el suelo hasta el misil, el misil no puede ser interferido después de su lanzamiento. Esta técnica se conoce como conducción de haz (del Inglés beam-riding). El futuro SAM guiado por láser puede exigir al operador que designe a el blanco una sola vez y no mantener el punto de mira láser continuamente en la aeronave. Muchos expertos consideran que estos misiles son particularmente amenazantes en manos de los terroristas debido a la resistencia de los misiles a las contramedidas más convencionales actualmente en uso, si bien estos misiles requieren una formación relativamente alta y habilidad para ser usados y el uso de contramedidas no es particularmente fuerte en aviones civiles u otros posibles objetivos de los posibles terroristas.

## Empleo de misiles MANPADS (man-portable air-defense system, sistema de defensa aérea portátil)

### Egipto
El primer uso en combate de misiles MANPADS fue en Egipto en 1969. El primer derribo realizado por disparo de misil SA-7 sucedió el 19 de agosto de 1969 cuando se disparó contra un grupo de aviones A-4H Skyhawk israelíes al oeste del canal de Suez. El misil SA-7 demostró de todos modos tener poco alcance contra los rectores de combate, y también mínima letalidad. La Fuerza Aérea de Israel modificó las toberas de alguno de sus aviones para reducir su firma infrarroja y hacerlos menos vulnerables a los SA-7, alejando el posible impacto del misil de partes vitales del motor. Muchos aviones solo fueron dañados por el impacto del misil pudiendo volver a sus bases con daños.
El misil SA-7 también fue utilizado en la guerra de Yom Kippur, donde los SA-7 Strela fueron lanzados por centenares, aunque no obtuvieron demasiados derribos. Durante la guerra casi la mitad de los A-4 alcanzados por SA-7 egipcios consiguieron regresar a sus bases. Los egipcios los distribuyeron generosamente ya que era la mejor arma antiaérea disponible para la infantería árabe en ese entonces, aunque los cañones antiaéreos demostraron ser mucho más efectivos contra los aviones israelíes a baja altitud.

### Vietnam
El SA-7 Strela-2 fue entregado a Vietnam del Norte, donde junto con la más avanzada versión Strela-2M hizo que los norvietnamitas reclamaran 204 derribos de 589 disparos entre 1972 y 1975. Sin embargo de nuevo la velocidad del misil y su alcance también resultaron insuficientes contra aviones rápidos y los resultados fueron muy pobres: solo un A-4 Skyhawk y un F-5 de Vietnam del Sur fueron derribados por con SA-7 Strela-2.
El SA-7 hizo su debut en la ofensiva de 1972. El 29 de abril se realizó el primer disparo en la batalla de Quang Tri, donde los SA-7 se cobraron varias aeronaves. Se cree que las cifras reales de derribos fueron 14 aeronaves de ala fija (A-1 Skyraider y diversos modelos de observación) y 10 helicópteros, con 161 disparos de misiles SA-7 Strela entre abril y julio de 1972. Después de las pérdidas iniciales EE. UU. realizó cambios en las tácticas e introdujo bengalas señuelo lo que ayudó a contrarrestar la amenaza, aunque hasta la retirada EE. UU. perdió varios helicópteros AH-1 Cobra y Huey UH-1 Huey por disparos de Strela-2/2M. En el diseño de contramedidas ayudó mucho el análisis de misiles SA-7 capturados por los survietnamitas en mayo.
La llegada de misiles portátiles SA-7 Grail permitió reforzar considerablemente la defensa aérea de la ruta Ho Chi Minh en Laos, donde los aviones cañoneros AC-130 se vieron obligados a cambiar de tácticas y emplear contramedidas. Asimismo supuso la llegada de una amenaza a la ventaja que otorgaban los aviones de ataque ligero contra las guerrillas y dificultó las operaciones de los helicópteros de ataque y de los aviones de observación (O-1, O-2 y OV-10). En el caso de la fuerza aérea de Vietnam del Sur esto significaba la mayor parte aérea de su flota y su capacidad de ataque.

### Guerras coloniales de Portugal
Las guerrillas que luchaban por la independencia tenían entre las prioridades de su lista de solicitudes armamento antiaéreo.  Así en Guinea-Conakry comenzaron a recibir misiles SA-7 a principios de 1973, estos se emplearon inmediatamente para negar la superioridad aérea portuguesa. El 23 de marzo de 1973, dos aviones de combate Fiat G.91s fueron derribados por SA-7, seguido de seis semanas más tarde por otro Fiat, y un Dornier Do 27. Esto hizo que los portugueses redujeran sus operaciones aéreas.
La guerrilla de Mozambique también recibió un año después copias chinas de misiles Strela-2. No provocó derribos pero aunque forzaron a los pilotos portugueses a cambiar sus tácticas. Un transporte Douglas DC-3 que trasportaba agregados militares extranjeros y los miembros del alto mando militar portugués fue alcanzado por un SA-7 en uno de los motores.

### Sahara
Antes de la retirada española algunos misiles SA-7 fueron disparados contra aviones y helicópteros españoles, sin hacer blanco. Tras la retirada el Frente Polisario recibió misiles SA-7 de Argelia que empleó contra las fuerzas aéreas de Marruecos y Mauritania. En 1976 un SA-7 derribó un Britten-Norman Defender mauritano. Entre 1975 y 1991 los SA-7 derribaron varios F-5 y Mirage f-1, así como un Do-228 y un DC-7 civiles que sobrevolaban el Sahara.

### Malvinas
Los MANPADS no tuvieron mucho éxito en Malvinas. El terreno accidentado de Malvinas, lleno de elevaciones y terreno irregular, hacía que los helicópteros y aviones de ataque pudieran irrumpir en los valles o llanos en pocos segundos, haciendo muy difícil la detección por radar y el empleo de cualquier tipo de misiles contra ellos.
El SAM portátil más utilizado por ambos bandos durante la Guerra de las Malvinas fue el misil Blowpipe. Su falta de éxito se debió a la escasez de operadores capacitados, incluso entre los efectivos del Reino Unido. Los británicos los utilizaron principalmente como defensa antiaérea para la infantería. Los ingleses dispararon 95 Blowpipe y solo 9 lograron hacer blanco, todos en helicópteros y aviones no reactores. En cambio las Fuerzas Especiales Argentinas organizaron emboscadas para aviones enemigos desde posiciones elevadas en los montes, logrando derribar dos aviones Harrier. Argentina perdió todos los lanzadores y mísiles Blowpipe tras la rendición en Malvinas.
Libia y Perú regalaron misiles Strela-2M a Argentina durante la guerra de Malvinas. Algunos misiles fueron disparados pero con nulos resultados. Tanto la Fuerza Aérea Argentina como el Batallón antiaéreo de Infantería de Marina, protegiendo la Base Aérea de Puerto Argentino y la de Goose Green los emplearon. Tras la rendición argentina muchos de estos misiles fueron capturados por las fuerzas británicas.
Fue en las Malvinas que se empleó por primera vez en combate el misil Stinger. Operadores del Servicio Aéreo Especial (SAS) se encontraban entrenándose en EE. UU. y las fuerzas especiales americanas les entregaron clandestinamente seis misiles. El único soldado del SAS que había recibido capacitación murió en un accidente de helicóptero el 19 de mayo. Sin embargo dos días después un soldado de la SAS derribó un avión argentino Pucará con un Stinger. Días después un helicóptero Aerospatiale SA-330 Puma fue derribado por otro misil en las cercanías del Monte Kent.

### Líbano
En 1982 un A-4 Skyhawk israelí fue derribado por un SA-7 sobre el valle de la Bekaa. En 1983, en plena tensión con Siria, el gobierno de EE. UU. decidió atacar las posiciones sirias en los montes del Chouf como demostración de fuerza. Los aviones de la US Navy atacaron posiciones sirias y de las milicias drusas encontrándose con un intenso fuego antiaéreo. Según fuentas americanas unos 40 SAM de guía infrarroja fueron disparados. Dos aviones, un A-6E y un A-7E, fueron derribados y un A-7E fue dañado por misiles SA-7 Grail o SA-9 Gaskin.

### Chad
En abril de 1978 un Jaguar de la escuadrilla EC 2/11 del Ejército del Aire francés fue derribado por un SA-7 de los rebeldes  que luchaban contra el gobierno. El gobierno de Chad recibió unos años después misiles Stinger como parte de la ayuda de EE. UU., ya que Libia había ocupado la parte norte del país. En octubre de 1987 un Su-22MK libio fue derribado por un Stinger. Durante la operación de rescate un MiG-23MS libio fue derribado por otro Stinger. Francia también recibió algunos Stinger, que empleo en defensa aérea de sus emplazamientos avanzados. Un C-130 de procedencia desconocida fue derribado en julio de 1988 por un Stinger que defendía la  base francesa en Faya-Largeau.
Algunos Stinger fueron capturados por los libios en la Batalla en Aozou, pero se desconoce si se hicieron llegar a la URSS. A su vez también los chadianos capturaron SA-7 libios.
Años después, en 2008, un helicóptero MI-24 fue derribado por un SA-7 disparado por rebeldes chadianos. Meses más tarde los rebeldes reclamaron un nuevo derribo, esta vez de un Mi-35.

### Sri Lanka
La insurgencia tamil del LTTE se expandió tanto que en 1983 Sri Lanka declaró el estado de emergencia,el país se encontró envuelto en una guerra que duraría los siguientes 20 años. Las guerrillas tamiles del LTTE emplearon misiles MANPADS contra la fuerza aérea, cuyos pocos aviones no estaban inicialmente equipados con contramedidas y se vieron obligados a solicitar ayuda israelí. Las guerrillas lograron comprar misiles Stinger, SA-7, SA-14 y SA-16 en el mercado negro, con ayuda del ISI pakistaní, para contrarrestar los helicópteros y aviones que iban siendo comprados por el gobierno. Las contramedidas finalmente instaladas en aviones y helicópteros demostraron ser efectivas, y a pesar de los numerosos disparos, las guerrillas lograron apenas algunos derribos tras su implantación. La instrucción de los tamiles en el empleo de estos misiles también hizo que los derribos no fueran demasiados. La aparición de MANPADS en 1995 obligó a retirar los Pucará y SF.260 de primera línea de servicio. Un Pucará fue derribado por uno de los misiles SA-7. La Fuerza Aérea compró MiG-27 y IAI Kfir, menos vulnerables a los MANPADS y fuego antiaéreo.
Un avión de transporte Y-8 fue derribado por SA-7 del LTTE en 1992. Los tamiles fueron mejorando sus defensas aéreas y en 1995 la guerrilla empezó a emplear sus nuevos misiles contra los helicópteros del gobierno, derribando dos. Las guerrillas derribaron al menos 5 Mi-24 durante los siguientes años de la guerra. En 1995 dos aviones de transporte Avro 748 fueron derribados por misiles SA-7, que debutó en combate con el LTTE. Esto obligó a la fuerza aérea a suspender algunos de sus vuelos a la península de Jaffna, con los que las tropas del gobierno quedaron aisladas de sus bases de reaprovisionamiento, por lo cual el ejército empezó operaciones de limpieza contra el LTTE. En 1998 los rebeldes derribaron un vuelo civil de Lionair Antonov, disparando un SA-7 contra un avión An-24RV.
La lista de derribos por MANPADS del LTTE sería la siguiente:
- Julio 1992: Y-8 derribado por SA-7 del LTTE.
- Abril 1995: Dos HS.748 derribados por SA-7.
- Julio 1995: IA-58A Pucará derribado por SA-7.
- Marzo 1996: Mi-24 derribado por SA-7 del LTTE.
- Noviembre 1997: Mi-24  derribado por misiles Stinger y Mi-17 dañado por el mismo misil.
- Junio 1998: Mi-24 reclamado por LTTE.
- Marzo 2000: An-32 derribado por MANPADS.
- Mayo 2000: Mi-24 derribado por MANPADS sobre Península de Jaffna.
- Octubre 2000: Mi-24 derribado por MANPADS del LTTE.

### Afganistán
En 1979, ante la incapacidad del gobierno local de controlar la guerra civil, los soviéticos deciden intervenir militarmente. Como resultado de la intervención soviética, EE. UU. incrementó su ayuda y envió diversas variantes del SA-7 a las guerrillas, procedentes de diversas fuentes (China, Egipto, Israel, etc.). En total se cree que estos SA-7 lograron derribar 42 helicópteros y 5 aviones. También se envió años después un lote de misiles Blowpipe que Reino Unido había retirado de primera fila, tras quedar defraudados por su rendimiento en las Malvinas. Al ser muy complicado su manejo para los afganos, no logró éxito alguno. También parece que algunos misiles Redeye llegaron a la guerrilla, procedentes probablemente de algún país árabe, ya que la CIA se resistía a enviar cualquier material de guerra que pudiera relacionarse con EE. UU. La aparición de contramedidas redujo todavía más la escasa efectividad de los SA-7.
La URSS desplegó sus aviones y helicópteros de ataque en Afganistán, entre ellos los entonces modernos Hind y Su-25. La naturaleza montañosa del país hacía que la aviación y helicópteros fueran pieza clave en la lucha antiguerrillera de la URSS. Los soviéticos requerían de un gran número de helicópteros en Afganistán y estos eran esenciales, realizando todo tipo de misiones como ataque, reconocimiento, apoyo aéreo, dirección de fuego de artillería, inserción y evacuación, transporte de suministros, evacuación de bajas, etc. A finales de 1985 la CIA comenzó a recibir presiones políticas para incrementar el apoyo a los muyahidines afganos. Entre las armas que se ofrecieron a la guerrilla estaban los misiles Stinger, para poder defenderse del poder aéreo soviético. El primer éxito se dio cuando un Stinger derribó un helicóptero en septiembre de 1986. Las Fuerzas soviéticas capturaron algunos Stinger durante la guerra. Según algunas fuentes hasta 1989 el Stinger logró 269 derribos.
La aparición de los misiles Stinger en el campo de la batalla obligó a un cambio en la estrategia de la URSS. Los helicópteros incrementaron sus operaciones nocturnas, pues la guerrilla no tenía equipos de visión nocturna, y aviones y helicópteros se equiparon con contramedidas. Los soviéticos sufrieron el derribo de un An-22 con decenas de soldados por parte de un Stinger y a partir de ahí empezaron a usar los Il-76 porque pueden subir y bajar más rápido, y a equiparlos con lanzadores de bengalas. Las misiones de bombardeo pasaron a hacerse desde mayor altura, con lo que se vio afectada su precisión, pero el porcentaje de pérdidas de aviones y helicópteros no cambió significativamente con respecto a los años anteriores. Se estima que la llegada del Stinger permitió a los rebeldes moverse más fácilmente y preservar sus líneas de suministro, aumentando también su moral y decisión de luchar.

### Guerra del Golfo
En 1991 los SA-7, SA-14 y SA-18 iraquíes derribaron numerosos misiles Tomahawk. Los misiles iraquíes también lograron derribar o dañar a varios aviones de la coalición.
- Panavia Tornado de la Royal Air Force. Derribado el primer día de la ofensiva aérea por un SA-18 que defendía una base aérea iraquí.
- A-10A Thunderbolt II (Número serie : 80-0248) derribado por misil Igla-1 (SA-16).[47]
- OA-10A Thunderbolt II (Número serie: 76-0543) derribado por misil Strela-1 (SA-9).[48]
- AV-8B Harrier II (Bureau Number : 161573) perdida atribuida a disparo de MANPADS.
- Un OV-10A del VMO-2 y otro del VMO-1 fueron derribados por MANPADS sobre Kuwait. Esto aceleró la retirada del avión en las Fuerzas Armadas de EE.UU..
- OA-10A Thunderbolt II (Número serie: 77-0197) se estrelló en misión de reconocimiento armado, después de ser dañado por MANPADS.[49]
- F-16C Fighting Falcon (Número serie: 84-1390) derribado por un misil Igla-1 (SA-16).[50]
- AV-8B Harrier II (Bureau Number: 162740) derribado por MANPADS.[51]
- AV-8B Harrier II (Bureau Number: 163190) dañado por MANPADS, estrellado al tratar de aterrizar en Al Jaber.[52]
- OV-10 Bronco (Bureau Number: 155424) Derribado por misil SA-14.
- AV-8B Harrier II (Bureau Number: 163518) derribado por MANPADS.[52]
- AC-130H Spectre (Número serie: 69-6567) Derribado por MANPADS.[53][54]

### El Salvador
A causa de la Guerra Civil que sacudió el país desde 1980, se inició la transformación de la Fuerza Aérea con ayuda de EE. UU. a partir de 1982, dando poder de fuego, velocidad y movilidad a las operaciones contra la guerrilla. Las tácticas del FMLN, la guerrilla que combatía el gobierno, reflejaban su preocupación por mejorar sus tácticas antiaéreas, ya que el poder aéreo era el factor que impedía al FMLN imponerse en esa contienda. El 25 de noviembre de 1989 se estrelló un avión Cessna 310 nicaragüense que transportaba un cargamento de 24 misiles SA-7 y un misil Redeye. La Fuerza Aérea del Salvador inmediatamente modificó localmente los escapes de sus helicópteros para reducir su firma térmica y enseñó a sus pilotos como enfrentar la nueva amenaza.
La situación cambió en noviembre y diciembre de 1990 durante la ofensiva “Castigo a la Fuerza Armada antidemocrática”. Al principio de la ofensiva fue decomisado un tubo de misil SA-7 y uno de SA-14, ambos ya disparados. Más tarde en el mismo mes un avión A-37 fue derribado en una emboscada que involucraba el empleo de los misiles. Pocos días después de ello fue derribado un avión AC-47 con un misil SA-7 y en los meses siguientes le siguieron un helicóptero y un avión de observación. Sin embargo, las contramedidas y tácticas de la Fuerza Aérea fueron suficientes para evitar que se desequilibrara mucho la balanza. Asimismo parece que el entrenamiento del FMLN en el manejo del SA-7 no fue muy adecuado. En 1991 el FMLN había obtenido algunos misiles SA-14, más moderno y con una efectividad superior, cedidos por miembros del Ejército Popular Sandinista, sin conocimiento de su gobierno. El derribo de un helicóptero UH-1M y otros UH-1H, así como la confirmación de la presencia de SA-16 en el país obligó a la Fuerza Aérea a nuevos cambios.
Tras la firma de los acuerdos de paz, el FMLN recibió presiones para entregar su armamento, pero tuvo que admitir que no había entregado todos sus misiles. En mayo de 1993 estalló un arsenal clandestino del FMLN en el que había diez misiles SA-14 y nueve misiles SA-7.

### Nicaragua
El empleo de MANPADS en Nicaragua sigue un patrón, a menor escala, del que se vivió en Afganistán. Ante el empleo de helicópteros por la Fuerza Aérea Sandinista, la CIA suministró copias chinas de los misiles SA-7 a la Contra para contrarrestar la efectividad de esos helicópteros en la lucha antiguerrillera. Posteriormente también les haría llegar misiles Redeye y Stinger. La contra reclamó el derribo de varios helicópteros, documentados constan al menos tres de los 50 helicópteros Mi-8, Mi-17 y Mi-24 que llegaron a Nicaragua.
Al contrario que en Afganistán los misiles SA-7 también se cobraron derribos por parte sandinista, ya que la contra era abastecida dentro de Nicaragua mediante aviones y helicópteros. Al menos los derribos de cuatro aviones de transporte (2 dc-3, un C-123K y un DC-6) mediante SA-7 están documentados.

### Angola
Durante casi 20 años los surafricanos intervinieron desde sus bases en Namibia activamente en Angola, luchando contra la guerrilla de SWAPO y los ejércitos angoleño y cubano. Durante las operaciones de combate en Angola, los aviones de la Fuerza Aérea Surafricana volaban a baja altura (unos 30 metros) para reducir el riesgo de ser derribados. También se ensayaron perfiles de ataque con una picada desde 20.000 pies y un ángulo de 30 grados, lanzando armamento a 10.000 pies para evitar el fuego antiaéreo y misiles SA-7. Aun así dos Atlas Impala Mk II fueron derribados por misiles SA-7 en 1980, siendo otro dañado en 1982. Al menos un Mirage III y un DC-3 surafricanos fueron también alcanzados por misiles SA-7.
La guerrilla de UNITA operaba en Angola, luchando contra el gobierno con apoyo de la CIA y Sudáfrica. Durante la guerra recibió misiles SA-7 y Stinger, a los que se unieron los capturados al ejército. Varios Mil Mi-8MTV, Mi-24, Mig-21 y Mig-23 angoleños y cubanos fueron derribados por esos misiles. Se estima que los misiles Stinger sirvieron para derribar a más de cincuenta aviones del Gobierno. Algunos de los derribos de UNITA fueron estos:
- Dos Mil Mi-8MTV angoleños derribados por misiles Stinger en 1987.
- MiG-21UM biplaza en misión de reconocimiento derribado por un misil cerca de Luvuei en 1987.[74]
- Varios MIG-23 ML derribados en 1987 en las cercanías de Cuito.[75]
- Dos Lockheed L-100-30 Hércules de Transafrik fletados por la ONU fueron derribados 26 de diciembre de 1998 y 2 de enero de 1999 por misiles Stinger.[76][77][78]
- Varios aviones de transporte An-12 y An-26 fueron derribados por misiles.[79][80][81][82][83][83]

### India
En la guerra del Kargil de 1999 los misiles QW de fabricación china fueron usados por Pakistán. Estos misiles derribaron un MiG-21 y un MiG-27 de la Fuerza Aérea India.

### Turquía
La guerrilla de los Trabajadores del Kurdistán (PKK) parece que consiguió misiles MANPADS rusos de los arsenales iraquíes en 2003, además en el mercado negro parece que también ha logrado comprar algunos Stinger y SA-7. El PKK ha disparado varios misiles en numerosas ocasiones y reclamado el derribo de otros helicópteros, no siempre confirmados por Turquía.
En febrero de 2008 el PKK reclamó el derribo de un AH-1W y un As-3550 Cougar durante una incursión del ejército turco en el norte de Iraq. En mayo de 2012 la guerrilla derribó un helicóptero UH-60 Blackhawk turco con un misil. Años más tarde el PKK derribó un helicóptero AH-1W Súper-Cobra turco con un SA-18 9K310 Igla en mayo de 2016. Un helicóptero turco T-129 ATAK fue también derribado por los kurdos en Afrin, en febrero de 2018.

### Ecuador
En 1995 Ecuador y Perú lucharon la llamada guerra del Cenepa. Ambos ejércitos estaban equipados con misiles Igla-1E. Un Mi-25 peruano fue derribado y un A-37 Dragonfly ecuatoriano dañado por misiles MANPADS.

### Irak
Se calcula que una tercera parte de los 86 helicópteros perdidos por las fuerzas de la coalición entre 2003 y 2016 fueron derribados, algunos por MANPADS en acciones de emboscada de la insurgencia local. Hay que señalar que la mayor parte de los helicópteros de ataque AH-64D Apache y AH-1W Cobra, así como helicópteros UH-60A y OH58D, estaban equipados con sistemas de alerta y medidas de ataque de misiles.

### Yemen
En 2016 un Mirage 2000 emiratí fue derribado por un SA-7 Strela.

### Guerra ruso-ucraniana
Las fuerzas rebeldes han derribado varios aviones y helicópteros ucranianos utilizando cañones antiaéreos y misiles antiaéreos Igla de corto alcance.
•    Anexo:Pérdidas de aeronaves ucranianas durante la guerra ruso-ucraniana en el este de Ucrania

### Guerra civil siria
El empleo de MANPADS por parte de los grupos rebeldes se ha dado desde noviembre de 2012, aunque muy limitado. Para fines del verano de 2012, los rebeldes probablemente tenían entre 15 a 30 sistemas de misiles MANPADS de diversos tipos. Las fuentes de suministro eran arsenales capturados por los rebeldes o contrabando desde Libia, incrementando el número de MANPADS en poder de los rebeldes, que incluso emplearon baterías de coche para reemplazar a las originales, ya caducadas. Durante las ofensivas de otoño de 2012 los rebeldes derribaron dos helicópteros y un avión Su-24MK2. Los países del golfo han suministrado recientemente a la oposición siria MANPADS adquiridos en Europa del Este, misiles Strela-2 e Igla-S principalmente. Esto se debe a la necesidad de protegerse de los ataques aéreos de los leales a Assad y sus aliados rusos.

### Uso notables contra aviones militares
•    En la guerra de las Malvinas, unidades del Special Air Service (SAS), usando FIM-92 Stinger, tuvo dos derribos confirmados, el 21 de mayo de 1982, un FMA IA-58 Pucará Argentino y  el 30 de mayo un helicóptero Aérospatiale SA 330 Puma.
•    Durante la Operación Tormenta del Desierto el 17 de febrero de 1991 un F-16 Fighting Falcon fue derribado por un Strela-3 (SA-14 'Gremlin'). Fuentes rusas informan sobre la pérdida de muchas aeronaves militares derribarradas por el Igla (SA-18 'Grouse').
•    El 6 de abril de 1994, un MANPADS golpeó una de las alas de un Dassault Falcon 50 con tres tripulantes y nueve pasajeros incluyendo al presidente ruandés Juvénal Habyarimana y al burundés Cyprien Ntaryamira cuando se preparaba para aterrizare en el aeropuerto de Kigali. Poco después un segundo misil golpeó la cola del avión. El avión estalló en llamas antes de estrellarse en el jardín del palacio presidencial donde explotó.
•    El 27 de mayo de 1999, misiles Anza Mk.II fueron usados para atacar aviones hindúes durante el conflicto Kargil con la India. Un MiG-21 y un MiG-27 'Flogger' de las Fuerzas Aéreas Indias fueron derribados por las Fuerzas de Defensa Aérea del Ejército Pakistaní
•    El 19 de agosto del 2002 un MANPADS Igla ruso derribó un  helicóptero Mi-26 'Halo' sobrecargado, provocando que se estrellara en un campo de minas y ardiera en la base militar de Khankala, cerca de la capital de Chechenia, Grozny. 127 soldados rusos y la tripulación del helicóptero murieron.
•    A principios del 2008 en la  Guerra de Osetia del Sur  MANPADS Grom derribaron un bombardero estratégico Tu-22M. Uno de sus tripulantes, el mayor Vyacheslav Malkov, fue capturado, dos de los restantes tripulantes murieron y el comandante fue dado como desapareció en combate en agosto del 2009.

### Uso notables contra aviones civiles
•    El 3 de septiembre de 1978, el vuelo RH825 de Air Rhodesia, un Viscount es el primer avión de línea civil derribado por un MANPADS del tipo Strela 2. El piloto del avión consiguió hacer un aterrizaje forzoso y dieciocho de los cincuenta y seis pasajeros sobrevivieron al accidente aunque diez de ellos fueron muertos por guerrilleros del ZIPRA al saquear los restos.
•    El 12 de febrero de 1979 un nuevo vuelo de un Viscount de Air Rhodesia, el RH827 entre Kariba y Salisbury, Rodesia, fue también derribado por la guerrilla del ZIPRA mediante un MANPADS Strela 2. Murió toda la tripulación y los cincuenta y nueve pasajeros. Después de este segundo incidente la compañía Air Rhodesia cambió los tubos de escape de los motores de sus aeronaves Viscount para reducir su firma térmica.
•    El 21 de septiembre de 1993 un Tu-134 de Transair Georgia fue abatido mediante un MANPADS cuando se aproximaba al aeropuerto de Sukhumi-Babusheri, Abjasia. El avión se estrelló en el mar Negro muriendo los cinco tripulantes y sus veintidós pasajeros. Al día siguiente, el 22 de septiembre otra aeronave, un Tu-154 procedente de Tiflis fue derribado cuando se disponía a aterrizar en el mismo aeropuerto muriendo 108 de los 132 pasajeros a bordo.
•    El 7 de abril de 1998 es derribado el vuelo LN602 de Lionair, un Antonov An-24RV, por las guerrillas de los Tigres de Liberación de Eelam Tamil mediante un MANPADS en Sri Lanka mientras volaba del aeropuerto de Kankesaturai, cerca de Jaffna, a Colombo con varios oficiales de alta graduación del ejército de Sri Lanka. Murieron los 48 pasajeros y sus siete tripulantes.
•    El 28 de noviembre del 2002 son disparados dos MANPADS Strela 2 a un Boeing 757 de la compañía israelí Arkia chárter al despegar del aeropuerto internacional Moi en Mombasa. Los misiles fallaron y el avión continuó su vuelo de forma segura, llevando de vuelta de vacaciones a 271 pasajeros hasta Tel Aviv. Se cree que la compañía israelí El Al usa un sistema de contramedidas infrarrojas, pero no se sabe si este tipo de contramedidas pudieron haberse usado también en el vuelo de Arkia.
•    El 22 de noviembre del 2003 un Airbus A300B4 de carga operado por DHL resultó tocado en el ala izquierda por un MANPADS Strela 2 al despegar del aeropuerto de Bagdad, lo que hizo que perdiera sus sistemas hidráulicos. La tripulación logró aterrizar el avión mediante el ajuste de los controles de potencia individual de cada uno de los motores. El avión quedó inservible.
•    El 23 de marzo del 2007 un Ilyushin Il-76 'Candid' de TransAVIAexport Airlines con ayuda humanitaria y equipos de reparación, se estrelló en las afueras de Mogadiscio, Somalia. Varios testigos informaron que vieron como había sido derribado por un MANPADS Igla cuando sobrevolaba un campamento guerrillero.

### Contramedidas
Para contrarrestar los MANPADS se han ido introduciendo contramedidas. Estas han evolucionado a medida que lo ha hecho la sofisticación de los misiles.
- Bengalas señuelo. Son disparadas y crean calor, normalmente quemando un metal como el magnesio, de mayor intensidad que los escapes del avión o helicóptero. Además a veces se complementan con tácticas de vuelo para presentar menor firma infrarroja: un viraje que aleja al avión del misil presentando menos blanco, reducir potencia del motor. La desventaja es que debe detectarse el misil para disparar los señuelos y que los misiles más modernos pueden distinguir los señuelos y no dejarse engañar.[106]
- Directional Infrared Countermeasures (DIRCM). Detectan la señal infrarroja del misil de modo automático y disparan las contramedidas y avisan al piloto. Se dispara una rayo de luz ultravioleta o un haz láser contra la cabeza buscadora del misil, confundiéndolo. Estos sistemas se integran en Missile Approach Warning Systems (MAWS) de las aeronaves militares.[107][108]

- AN/ALQ-144

## Modelos de misiles
- China

- HN-5A/B
- QW-18 Vanguard
- QW-2 Vanguard 2
- FN-6
- Francia

- MBDA Mistral
- Reino Unido

- Blowpipe
- FGM-148 Javelin
- Starburst
- Starstreak
- Irán

- Misagh-1
- Misagh-2
- Japón

- Tipo 91
- Tipo 93
- Corea del Sur

- KP-SAM Shingung
- Pakistán

- Anza
- Polonia

- Grom

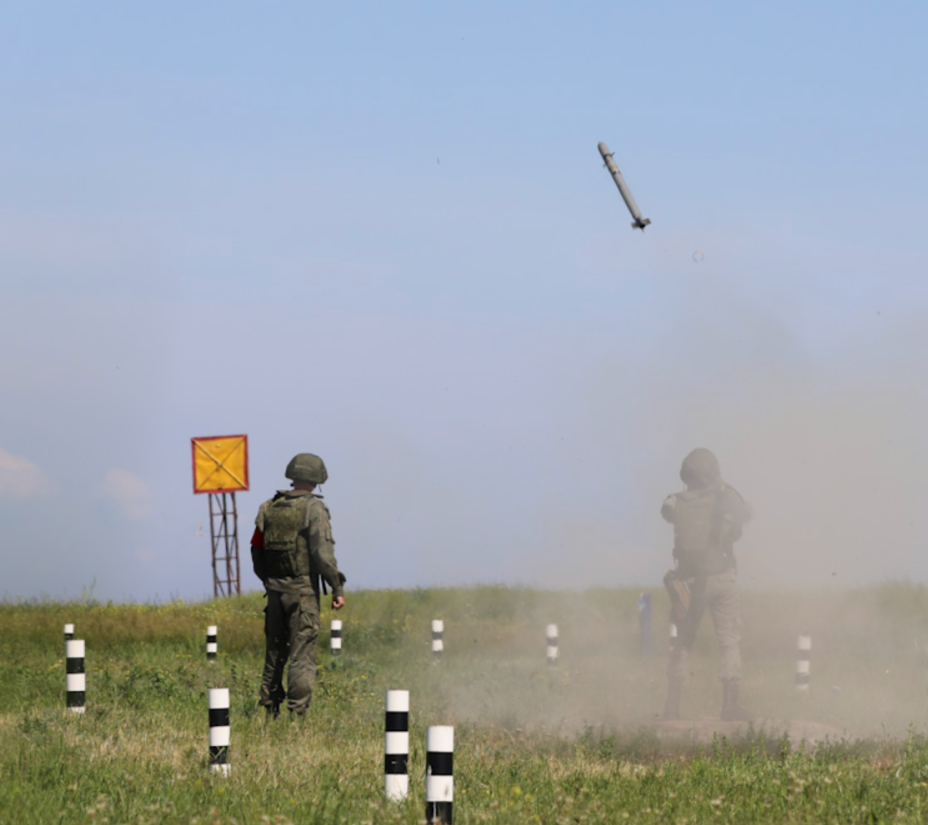
Salida de un misil de MANPADS

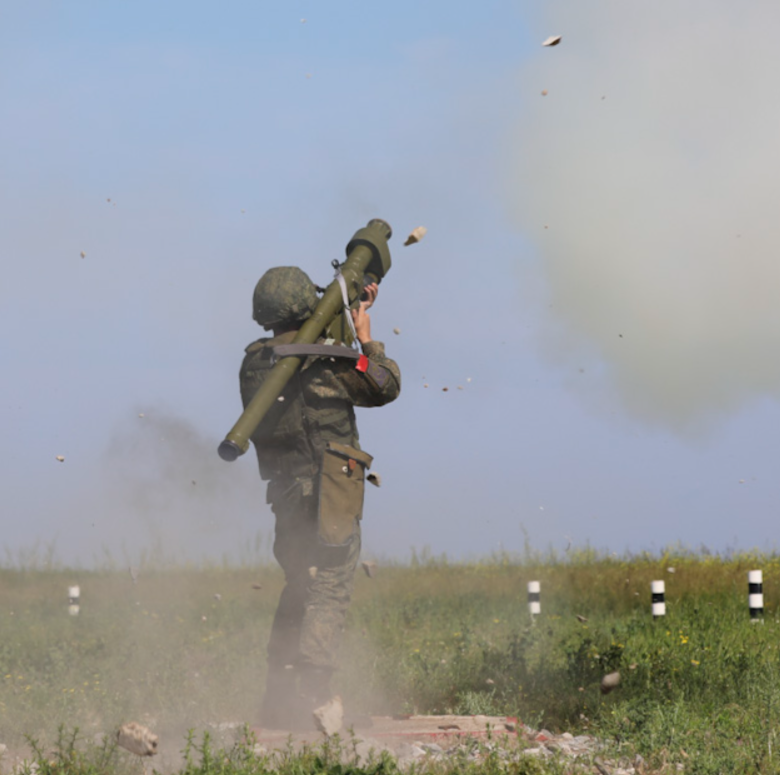
Practica de disparo desde un MANPADS

- Antigua Unión Soviética/Rusia

- 9K32 Strela-2 SA-7 'Grail'
- 9K34 Strela-3 SA-14 'Gremlin'
- 9K310 Igla-M SA-16 'Gimlet'
- 9K38 Igla SA-18 'Grouse'
- 9K333 Verba
- 9K338 Igla-S SA-24 'Grinch'
- Suecia

- RBS 70
- Estados Unidos

- FIM-43 Redeye
- FIM-92 Stinger